# Storbritanniens Grand Prix 1974

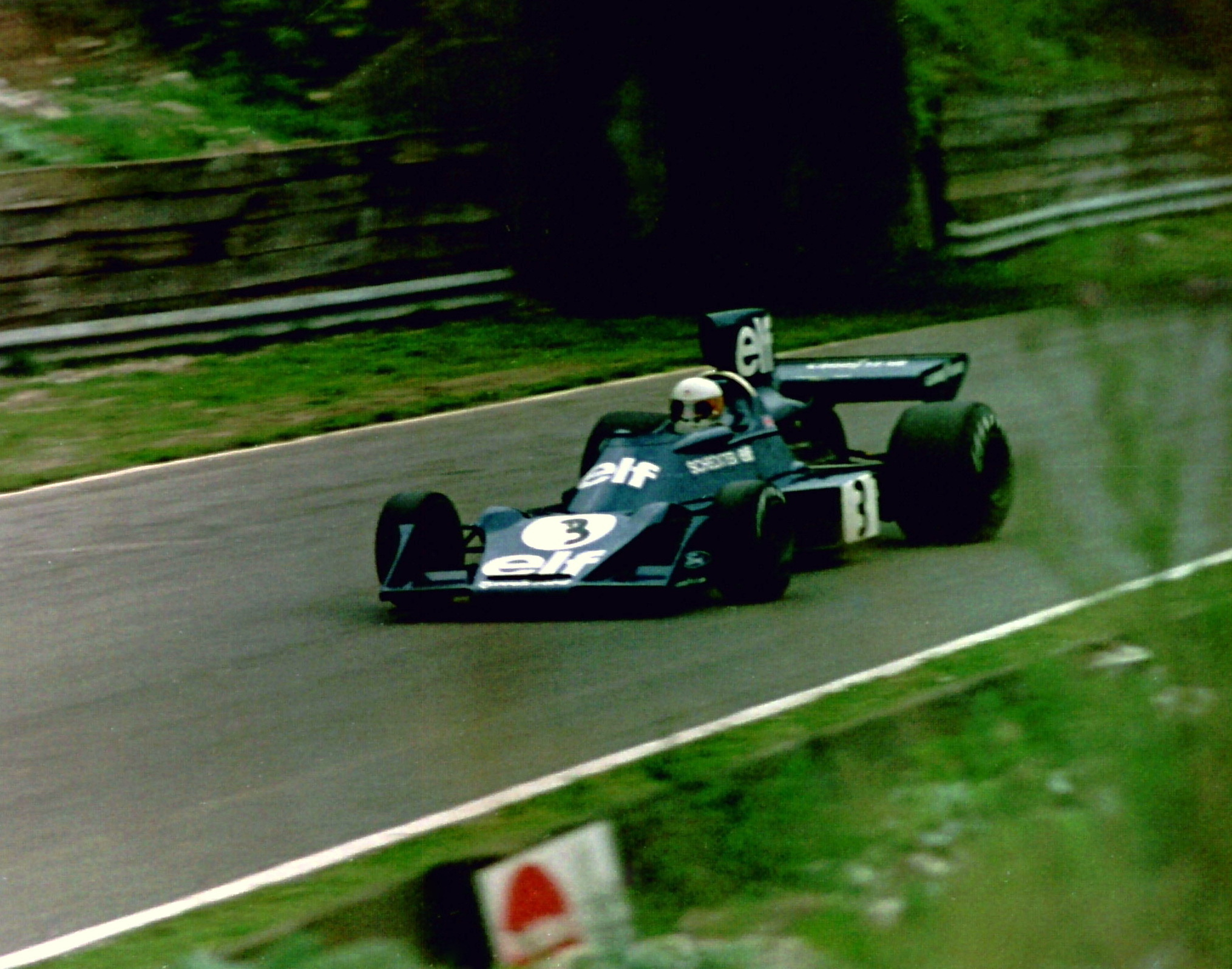
Jody Scheckter vann loppet i sin Tyrell

Storbritanniens Grand Prix 1974 var det tionde av 15 lopp ingående i formel 1-VM 1974. 

## Resultat
1. Jody Scheckter, Tyrrell-Ford, 9 poäng
2. Emerson Fittipaldi, McLaren-Ford, 6
3. Jacky Ickx, Lotus-Ford, 4
4. Clay Regazzoni, Ferrari, 3
5. Niki Lauda, Ferrari, 2
6. Carlos Reutemann, Brabham-Ford, 1
7. Denny Hulme, McLaren-Ford
8. Tom Pryce, Shadow-Ford
9. Carlos Pace, Brabham-Ford
10. Ronnie Peterson, Lotus-Ford
11. John Watson, John Goldie Racing (Brabham-Ford)
12. Jean-Pierre Beltoise, BRM
13. Graham Hill, Hill (Lola-Ford)
14. Jochen Mass, Surtees-Ford

### Förare som bröt loppet
- Henri Pescarolo, BRM (varv 64, motor)
- François Migault, BRM (62, för få varv)
- Mike Hailwood, McLaren-Ford (57, snurrade av)
- Jean-Pierre Jarier, Shadow-Ford (45, upphängning)
- Hans-Joachim Stuck, March-Ford (36, olycka)
- Patrick Depailler, Tyrrell-Ford (35, motor)
- Arturo Merzario, Williams (Iso Marlboro-Ford) (25, motor)
- Vittorio Brambilla, March-Ford (17, bränslesystem)
- Tim Schenken, Trojan-Ford (6, upphängning)
- James Hunt, Hesketh-Ford (2, upphängning)
- Peter Gethin, Hill (Lola-Ford) (0, kroppsligt)

### Förare som ej kvalificerade sig
- David Purley, Token-Ford
- Derek Bell, Surtees-Ford
- Tom Belsø, Williams (Iso Marlboro-Ford)
- Lella Lombardi, Allied Polymer Group (Brabham-Ford)
- Vern Schuppan, Ensign-Ford
- John Nicholson, Lyncar-Ford
- Howden Ganley, Maki-Ford
- Mike Wilds, Dempster International (March-Ford)
- Leo Kinnunen, AAW Racing Team (Surtees-Ford)